# Terminálový multiplexor
Terminálový multiplexor je označení pro aplikační software, který umožňuje multiplexovat několik pseudoterminálů v rámci jediného terminálu, emulátoru terminálu nebo textové systémové konzole.

## Funkcionalita
Z uživatelského hlediska tak terminálový multiplexor plní v textovém režimu podobnou funkci, kterou plní v grafickém uživatelském rozhraní správce oken. Mezi důvody jeho používání patří:
- Umožňuje v rámci rozhraní příkazového řádku pohodlně přepínat mezi několika současně běžícími aplikacemi, například mezi několika instancemi unixového shellu, aniž by tím byl narušen jejich vstup a výstup
- Umožňuje nechat aplikace běžet i po odhlášení uživatele, což by jinak u řady aplikací vedlo k jejich ukončení po obdržení signálu SIGHUP (ztráta terminálu).
- Umožňuje spustit aplikaci z jednoho terminálu a pak pokračovat v práci s ní z jiného terminálu (například vzdáleným přihlašováním přes SSH z různých strojů). Také může umožňovat současné připojení více počítačů ke stejné aplikaci.

## Implementace
- GNU Screen – jedna z nejstarších implementací (první verze z roku 1987), především pro un*xové systémy
- tmux – inspirován Screenem, první verze z roku 2007
- Byobu – nadstavba běžící nad GNU Screenem nebo tmuxem a nabízející unifikované a intuitivní ovládací a konfigurační rozhraní
- twin – původně zamýšlen pro DOS, později dodělán pro Linux a FreeBSD, důraz na správu textových oken